# Lolooa
Lolooa (Loloóa) ist eine osttimoresische Aldeia im Suco Holsa (Verwaltungsamt Maliana, Gemeinde Bobonaro). 2015 lebten in der Aldeia 1088 Menschen. Lolooa liegt im Norden des Sucos Holsa, im Süden der Stadt Maliana. Südlich befindet sich die Aldeia Belicou, nördlich die Aldeia Oplegul und östlich die Aldeia Tas. Im Westen grenzt Lolooa an die Exklave des Sucos Odomau.
2023 wurde Felix Marques Tilman zum Chefe de Aldeia gewählt.